# Міхал Навратіл
Міхал Навратіл (чеськ. Michal Navrátil, 5 червня 1985) — чеський стрибун у воду.
Призер Чемпіонату світу з водних видів спорту 2017 року в хай-дайвінгу.